# Arrondissement d'Eifel-Bitburg-Prüm
 (mars 2025).
Si vous disposez d'ouvrages ou d'articles de référence ou si vous connaissez des sites web de qualité traitant du thème abordé ici, merci de compléter l'article en donnant les références utiles à sa vérifiabilité et en les liant à la section « Notes et références ».
L’arrondissement d'Eifel-Bitburg-Prüm (Eifelkreis Bitburg-Prüm en allemand) est un arrondissement allemand de Rhénanie-Palatinat dont le chef-lieu est Bitburg.
Au 31 décembre 2022, sa population est de 103 642 habitants.

## Géographie
L’arrondissement est délimité au nord-ouest par la frontière belge qui le sépare de la province de Liège et au sud-ouest par la frontière luxembourgeoise qui le sépare des cantons de Clervaux, Vianden, Diekirch et Echternach.
Ce territoire de l'ancien Électorat de Trèves compte quelques édifices historiques intéressants, comme le château de Malberg.

## Villes, communes et communautés d'administration
(nombre d'habitants en 2006)
- Ville
  - Bitburg (12 942)

| 1. Commune fusionnée d'Arzfeld | 1. Commune fusionnée d'Arzfeld | 1. Commune fusionnée d'Arzfeld | 1. Commune fusionnée d'Arzfeld |
| --- | --- | --- | --- |
| - Arzfeld (1 336) - Dackscheid (160) - Dahnen (356) - Daleiden (910) - Dasburg (222) - Eilscheid (43) - Eschfeld (186) - Euscheid (155) - Großkampenberg (167) - Hargarten (93) - Harspelt (81)                                                               | - Herzfeld (40) - Irrhausen (237) - Jucken (185) - Kesfeld (89) - Kickeshausen (36) - Kinzenburg (40) - Krautscheid (258) - Lambertsberg (345) - Lascheid (69) - Lauperath (115) - Leidenborn (167)                                         | - Lichtenborn (349) - Lierfeld (86) - Lünebach (557) - Lützkampen (388) - Manderscheid (49) - Mauel (69) - Merlscheid (38) - Niederpierscheid (41) - Oberpierscheid (379) - Olmscheid (149) - Pintesfeld (42)                                | - Plütscheid (312) - Preischeid (179) - Reiff (55) - Reipeldingen (69) - Roscheid (70) - Sengerich (19) - Sevenig (Our) (61) - Strickscheid (35) - Üttfeld (480) - Waxweiler (1 126)                            |
| 2. Commune fusionnée de Bitburg-Land | | | |
| - Baustert (533) - Bettingen (1 014) - Bickendorf (471) - Biersdorf am See (552) - Birtlingen (73) - Brecht (258) - Brimingen (70) - Dahlem (248) - Dockendorf (194) - Dudeldorf (1 057) - Echtershausen (103) - Ehlenz (457) - Enzen (49)                    | - Eßlingen (58) - Feilsdorf (34) - Fließem (698) - Gondorf (285) - Halsdorf (94) - Hamm (17) - Heilenbach (125) - Hisel (15) - Hütterscheid (209) - Hüttingen an der Kyll (324) - Idenheim (454) - Idesheim (401) - Ingendorf (230)         | - Ließem (91) - Meckel (379) - Messerich (512) - Metterich (471) - Mülbach (118) - Nattenheim (510) - Niederstedem (231) - Niederweiler (88) - Oberstedem (79) - Oberweiler (144) - Oberweis (550) - Olsdorf (100) - Rittersdorf (1 386)     | - Röhl (425) - Scharfbillig (72) - Schleid (377) - Seffern (346) - Sefferweich (231) - Stockem (88) - Sülm (457) - Trimport (299) - Wettlingen (54) - Wiersdorf (224) - Wißmannsdorf (791) - Wolsfeld (782)     |
| 3. Commune fusionnée de Irrel | | | |
| - Alsdorf (385) - Bollendorf (1 604) - Echternacherbrück (647) - Eisenach (358) - Ernzen (428) | - Ferschweiler (876) - Gilzem (413) - Holsthum (562) - Irrel (1 390) - Kaschenbach (59) | - Menningen (195) - Minden (159) - Niederweis (209) - Peffingen (227) - Prümzurlay (552) | - Schankweiler (195) - Wallendorf (395) |
| 4. Commune fusionnée de Kyllburg | | | |
| - Badem (1 086) - Balesfeld (209) - Burbach (634) - Etteldorf (26) - Gindorf (324) - Gransdorf (306) | - Kyllburg (993) - Kyllburgweiler (106) - Malberg (646) - Malbergweich (387) - Neidenbach (885) - Neuheilenbach (273) | - Oberkail (604) - Orsfeld (152) - Pickließem (292) - Sankt Thomas (302) - Seinsfeld (169) - Steinborn (227) | - Usch (70) - Wilsecker (189) - Zendscheid (147) |
| 5. Commune fusionnée de Neuerburg | | | |
| - Affler (32) - Altscheid (98) - Ammeldingen an der Our (9) - Ammeldingen bei Neuerburg (281) - Bauler (82) - Berkoth (94) - Berscheid (67) - Biesdorf (257) - Burg (22) - Dauwelshausen (90) - Emmelbaum (73) - Fischbach-Oberraden (58) - Geichlingen (396) | - Gemünd (20) - Gentingen (59) - Heilbach (132) - Herbstmühle (31) - Hommerdingen (55) - Hütten (49) - Hüttingen bei Lahr (115) - Karlshausen (353) - Keppeshausen (22) - Körperich (1 100) - Koxhausen (105) - Kruchten (396) - Lahr (181) | - Leimbach (66) - Mettendorf (1 117) - Muxerath (52) - Nasingen (48) - Neuerburg (1 533) - Niedergeckler (45) - Niederraden (38) - Niehl (63) - Nusbaum (454) - Obergeckler (163) - Plascheid (69) - Rodershausen (185) - Roth-sur-Our (181) | - Scheitenkorb (26) - Scheuern (52) - Sevenig bei Neuerburg (54) - Sinspelt (445) - Übereisenbach (49) - Uppershausen (73) - Utscheid (486) - Waldhof-Falkenstein (38) - Weidingen (187) - Zweifelscheid (47)   |
| 6. Commune fusionnée de Prüm | | | |
| - Auw bei Prüm (667) - Bleialf (1 187) - Brandscheid (332) - Buchet (267) - Büdesheim (598) - Dingdorf (99) - Feuerscheid (357) - Fleringen (332) - Giesdorf (121) - Gondenbrett (484) - Großlangenfeld (138)                                                 | - Habscheid (565) - Heckhuscheid (144) - Heisdorf (102) - Hersdorf (406) - Kleinlangenfeld (148) - Lasel (326) - Masthorn (71) - Matzerath (54) - Mützenich (120) - Neuendorf (103) - Niederlauch (50)                                      | - Nimshuscheid (287) - Nimsreuland (120) - Oberlascheid (145) - Oberlauch (63) - Olzheim (558) - Orlenbach (209) - Pittenbach (96) - Pronsfeld (957) - Prüm (5 343) - Rommersheim (643) - Roth bei Prüm (459)                                | - Schönecken (1 560) - Schwirzheim (414) - Seiwerath (153) - Sellerich (303) - Wallersheim (765) - Watzerath (427) - Wawern (296) - Weinsheim (1 020) - Winringen (67) - Winterscheid (153) - Winterspelt (822) |
| 7. Commune fusionnée de Speicher | | | |
| - Auw an der Kyll (162) - Beilingen (373) - Herforst (1 147) | - Hosten (197) - Orenhofen (1 303) - Philippsheim (114) | - Preist (704) - Spangdahlem (802) - Speicher (3 134) | |